# Monte Pavione
Il Monte Pavione (2.334 m s.l.m.) è la montagna più alta delle Vette Feltrine nelle Dolomiti e fa parte del Parco nazionale delle Dolomiti Bellunesi. Il toponimo è in relazione con il latino papilionis "padiglione" per la sua caratteristica forma.

## Caratteristiche
La cima e il versante meridionale sono compresi nel comune di Sovramonte (provincia di Belluno).
Le pendici settentrionali ricadono nei comuni di Imèr e Mezzano (provincia di Trento), dove sono rispettivamente situate la malga Agneròla e la malga Coston de Val de Stua.

## La miniera
Una leggenda vuole che qui sia ubicata la più grande miniera di argento del Primiero, con il cui prodotto sarebbe stato costruito l'importante ostensorio in stile gotico della Pieve di Fiera di Primiero.

## Salita alla vetta
La vetta può essere raggiunta per la via normale dal Passo Croce d'Aune (Belluno) (sent. 801 con indicazione per il Rif. Dal Piaz, dal rifugio salire al Passo Vette Grandi, sentiero 817).
In alternativa può essere raggiunto sia dal Veneto (sentiero 817 da casera Monsampian, 1.902 m) sia dal Trentino (sentiero 736 da Imèr).
Attorno al massiccio si estende la Riserva naturale Monte Pavione.